# Ahmad Abu Al-Soud
Ahmad Abu Al-Soud (em árabe: احمد ابو السعود; Amã, 7 de maio de 1995) é um ginasta artístico jordaniano. Ele se tornou o primeiro ginasta da Jordânia a receber medalha no Campeonato Mundial de Ginástica Artística ao conquistar a medalha de prata no cavalo com alças no Campeonato Mundial de 2022. Ele então ganhou a medalha de bronze no cavalo com alças no Campeonato Mundial de 2023. Ele também é o campeão asiático de 2019 e 2022 no cavalo com alças. Ele se qualificou para representar a Jordânia nos Jogos Olímpicos de Verão de 2024, o primeiro ginasta da Jordânia a fazê-lo.

## Carreira
Abu Al-Soud começou a fazer ginástica quando tinha quatro anos. Ele pensou em se aposentar em 2015, mas seu treinador o encorajou a continuar.
Abu Al-Soud ganhou a medalha de bronze no cavalo com alças na Copa do Mundo de Mersin de 2016. Ele ficou em sexto lugar no cavalo com alças na Copa do Mundo de Koper de 2017. Seu primeiro Campeonato Mundial foi em 2017, e ele terminou em 36º no cavalo com alças na rodada de qualificação. Ele ganhou sua primeira grande medalha internacional no Campeonato Asiático de 2019, um ouro no cavalo com alças. Ele ganhou sua primeira medalha de ouro na Copa do Mundo da FIG na Mersin World Challenge Cup de 2021 no cavalo com alças.

### 2022
Abu Al-Soud começou a temporada de 2022 com uma medalha de bronze no cavalo com alças na Copa do Mundo do Cairo. Ele ganhou outra medalha de bronze no cavalo com alças na World Challenge Cup de Varna. Então, no Campeonato Asiático, ele defendeu seu título no cavalo com alças. Nos Jogos Islâmicos da Solidariedade de 2021 (realizados em 2022 devido à pandemia de COVID-19), ele foi o porta-bandeira na cerimônia de abertura ao lado de Aliya Boshnak. Ele ganhou a medalha de ouro na final do cavalo com alças.
No Campeonato Mundial em Liverpool, Abu Al-Soud se classificou para a final do evento de cavalo com alças em oitavo lugar, tornando-se o primeiro ginasta da Jordânia a se classificar para uma final do evento no Campeonato Mundial de Ginástica Artística. Ele então ganhou a medalha de prata na final do cavalo com alças atrás do ginasta irlandês Rhys McClenaghan. Isso marcou a primeira vez que um ginasta da Jordânia e a primeira vez que um ginasta árabe ganharam uma medalha no Campeonato Mundial.

### 2023
Abu Al-Soud terminou em oitavo na final do cavalo com alças na Copa do Mundo de Cottbus de 2023. No Campeonato Asiático, ele ganhou a medalha de prata no cavalo com alças, atrás do cazaque Nariman Kurbanov. Ele ganhou a medalha de ouro por quase um ponto inteiro no cavalo com alças na World Challenge Cup de Mersin. Nos Jogos Asiáticos de 2022 (realizados em 2023 devido à pandemia de COVID-19), ele cometeu um erro na rodada de qualificação e não avançou para a final do cavalo com alças. Então, no Campeonato Mundial, ele ganhou a medalha de bronze no cavalo com alças atrás de Rhys McClenaghan e Khoi Young. Como ele terminou atrás de McClenaghan, ele não conquistou a vaga para as Olimpíadas de 2024 no cavalo com alças.

### 2024
Abu Al-Soud se inscreveu para a Copa do Mundo de Aparelhos de 2024 para ganhar pontos para a qualificação olímpica. Ele ganhou a medalha de ouro do cavalo com alças no primeiro evento no Cairo. Ele então ganhou a medalha de prata atrás do cazaque Nariman Kurbanov no segundo evento, em Cottbus. Ele ganhou a medalha de ouro no evento final em Doha, garantindo a qualificação para os Jogos Olímpicos de 2024. Ele é o primeiro ginasta jordano a se classificar para os Jogos Olímpicos. Ele foi o vencedor geral do cavalo com alças da série da Copa do Mundo.
Abu Al-Soud ganhou a medalha de ouro na World Challenge Cup de Mersin à frente de Kurbanov por um décimo de ponto. Então, no Campeonato Asiático, ele ganhou a medalha de bronze no cavalo com alças atrás de Kubanov e Abdulla Azimov do Uzbequistão.

## Vida pessoal
Abu Al-Soud está cursando pós-graduação em ciências do esporte na Universidade Al-Ahliyya Amman.

## Movimento epônimo
Abu Al-Soud tem um movimento no cavalo com alças que leva seu nome no Código de Pontos.
| Aparelho         | Nome        | Descrição                                                     | Dificuldade | Adicionado ao Código de Pontos        |
| ---------------- | ----------- | ------------------------------------------------------------- | ----------- | ------------------------------------- |
| Cavalo com alças | Abu Al Soud | Stockli reverso do suporte cruzado de uma extremidade à outra | D           | Copa do Mundo Challenge de Koper 2019 |

1. ↑  Válido para o Código de Pontos 2022–2024